# Steve Nordick
Pour les articles homonymes, voir Nordick.
Steve Nordick est un homme politique yukonnais, canadien. Il est un ancien député qui représente la circonscription électorale de Klondike à l'Assemblée législative du Yukon de 2006 à 2011.
Il est membre du Parti du Yukon
Lors de l'élection yukonnaise du mardi 11 octobre 2011, il fut défait par le libéral Sandy Silver. 